# Son Lux
Son Lux — американская группа, исполняющая экспериментальную музыку. Группа состоит из трёх участников: Райана Лотта (вокалист), Рафика Бхатии (гитарист) и Йэна Чанга (барабанщик).
За написание музыки к фильму «Всё везде и сразу» группа была номинирована на премии «Оскар» и BAFTA.

## История
Проект Son Lux возник под предводительством Райана Лотта и изначально был сольным. В марте 2008 года Райан выпустил свой первый альбом «At War with Walls & Mazes». NPR назвали Son Lux «Лучшим новым артистом». Робин Хилтон в рецензии к альбому написал: «При прослушивании пластинки возникает ощущение, будто меня берут за воротник и швыряют на землю, а затем извиняются».
17 мая 2011 вышел второй альбом «We Are Rising». Он был записан в течение 28 дней. Адам Кивел для Consequence of Sound описал альбом как «темный, золотая середина между Оуэном Паллеттом и альбомом „In Rainbows“ группы Radiohead».
В мае 2013 года Son Lux подписали сотрудничество с лейблом Joyful Noise Recordings. Альбом «Lanterns» вышел 29 октября 2013 года. В записи пластинки приняла участие Stranger Cat, также сотрудничающая с лейблом. Заглавный сингл «Lost It To Trying» был назван «лучшим новым треком» по версии Pitchfork.
В 2014 году вышел EP «Alternate Worlds», который содержал переосмысленные песни из альбома «Lanterns», включая трек «Easy», в записи которого приняла участие певица Lorde.
Позднее в 2014 году вышел альбом саундтреков «Original Music from and Inspired By: The Disappearance of Eleanor Rigby (Original Motion Picture Soundtrack)» к фильму «Исчезновение Элеанор Ригби».
Во время live выступлений Лотт приглашал различных артистов, с которыми ему нравилась работать на сцене. Однако они никогда не были полноценными участниками группы. Все изменилось в 2015 году, когда вышел альбом «Bones», записанный совместно с гитаристом Рафиком Бхатией и барабанщиком Йэном Чангом. С того момента группа становится трио.
30 июня 2015 года вышел клип на сингл «You Don’t Know Me», в котором снялась актриса Татьяна Маслани, известная по роли сразу нескольких персонажей в сериале «Темное дитя».
15 июля 2016 года Son Lux появились на сцене Montreux Jazz Festival в качестве гостей Woodkid в рамках его программы «Woodkid and Friends».
7 апреля 2017 года состоялся релиз песни «Dangerous», которая стала лид-синглом с их четвёртого EP «Remedy», вышедший в свет 12 мая.
Альбом «Brighter Wounds» вышел 9 февраля 2018 года на новом лейбле City Slang. В записи пластинки приняли участие более двадцати музыкантов.Pitcfork оценила альбом в 7.3 балла из 10.
5 апреля 2019 года вышел альбом неизданных ранее песен «Remnants».
14 августа 2020 года вышел альбом Tomorrows I. Трилогия альбомов Tomorrows взяла в себя мотивы джаза. 4 декабря 2020 года вышел альбом Tomorrows II. 16 апреля 2021 вышел альбом Tomorrows III.
В 2022 году Son Lux написали оригинальный саундтрек к фильму «Всё везде и сразу» режиссёров Дэниела Квана и Дэниела Шайнерта. Альбом, включающий 49 композиций, был выпущен 8 апреля 2022 года и получил высокую оценку критиков за жанровое разнообразие и эмоциональную глубину. В записи приняли участие такие артисты, как Mitski, Дэвид Бирн, André 3000, Рэнди Ньюман и Moses Sumney. Саундтрек был номинирован на премию «Оскар» в категории «Лучшая оригинальная музыка» на 95-й церемонии вручения премии.
В 2025 году группа сочинила музыку для супергеройского фильма Marvel Studios «Громовержцы*». Запись саундтрека проходила в студии Abbey Road в Лондоне в феврале 2025 года. Альбом, включающий 32 трека общей продолжительностью 53 минуты, был выпущен 30 апреля 2025 года лейблами Hollywood Records и Marvel Music.

## Дискография

### Альбомы
- At War with Walls & Mazes (2008)
- We Are Rising (2011)
- Lanterns (2013)
- Bones (2015)
- Brighter Wounds (2018)
- Remnants (2019)
- Reincarnates (2020)[13]
- Tomorrows I (2020)
- Tomorrows II (2020)
- Tomorrows III (2021)

### EPs
- Weapons (2010)
- Alternate Worlds (2014)
- Stranger Forms (2016)
- Remedy (2017)
- Dream State (2018)
- The Fool You Need (2018)
- Yesterday’s Wake (2018)